# Полат, Евгения Семёновна
Евгения Семёновна По́лат (12 февраля 1937, Ленинград — 28 мая 2007, Москва) — доктор педагогических наук, профессор, заведующая лабораторией дистанционного обучения ИСМО РАО. Автор исследований по обучению иностранным языкам, методу проектов, теории и практики дистанционного обучения; педагогическим технологиям личностно-ориентированного подхода, использованию Интернет-технологий и ресурсов в системе образования.

## Биография
Евгения Семеновна Полат родилась 12 февраля 1937 года в Ленинграде. Ребенком ей пришлось пережить тяжелые годы блокады. С 1954 по 1959 Евгения Семеновна училась в Ленинградском государственном педагогическом институте им. А. И. Герцена. Окончив институт в 1958 году по специальности учитель английского и немецкого языков, Евгения Семеновна начала свой трудовой путь воспитателем школы-интерната № 40 города Ленинграда.
В 1962 году, в связи с замужеством, переехала в Москву и поступила на работу преподавателем английского языка Московского суворовского военного училища, где проработала 10 лет.
В 1972 году Евгения Семеновна поступила в аспирантуру НИИ школьного оборудования и технических средств обучения АПН СССР, где и защитила кандидатскую диссертацию по специальности 13.00.02 — методика обучения иностранным языкам. В 1989 — защита докторской диссертации в Ленинградском государственном педагогическом институте им. А. И. Герцена по специальности 13.00.02 — Теория и методика обучения и воспитания (иностранные языки).
1980—1984 Евгения Семеновна работала учёным секретарем НИИ средств обучения и учебной книги АПН СССР.
1984—1995 зав. лабораторией научно-технической информации НИИ средств обучения и учебной книги АПН СССР, зав лабораторией дидактики школьного оборудования НИИ ШОТСО АПН СССР, зав лабораторией средств обучения иностранным языкам НИИСО РАО.
В 1995 Е. С. Полат было присвоено ученое звание профессора (ВАК РФ).
1996—2007 зав. лабораторией дистанционного обучения НИИ ОСО РАО.
Евгения Семёновна входила в состав участников секции программированного обучения Российского педагогического общества с 1975 по 1985, экспертных советов Института «Открытое общество» (издательский проект; мегапроект «Высшая школа» до 2001 года); программы Фулбрайт, программы «Межрегиональные исследования в общественных науках»; ВАК РФ; НФПК, нескольких ученых советов.
Евгения Семеновна Полат, доктор педагогических наук ,  профессор Российской академии образования, один из идеологов дистанционного обучения в России, ушла непростительно рано - через несколько месяцев после своего 70-летнего юбилея - 12 февраля 2007 года.
Осталась научная школа Е.С. Полат, мы, её последователи, её книги, идеи и методики.Несколько лет в РАО и ФИРО проводились "Полатовские чтения" и семинары по дистанционному обучению http://никуличева.рф/семинар-актуальные-вопросы-развити/ памяти Е.С. Полат.
В 2020 г. в издательстве  "Юрайт" удалось переиздать её труды как историческое наследие: 
"Теория и практика дистанционного обучения" https://urait.ru/bcode/449342
"Педагогические технологии дистанционного обучения" https://urait.ru/bcode/449298
В 2024 г. в издательстве  "Лань" вышло учебное пособие в соавторстве Бухаркиной М.Ю., Никуличевой Н.В., Долговой Т.В., Лебедевой М.Б. «Дистанционное обучение. Теория и методика разработки дистанционных курсов» https://lanbook.com/catalog/pedagogicheskie-nauki/distantsionnoe-obuchenie-teoriya-i-metodika-razrabotki-distantsionnykh-kursov/?clckid=1f1732c8 в русле научной школы Е.С. Полат.